# Avishai Cohen (trompettist)
Avishai Cohen (Tel Aviv, 1978) is een in New York gevestigde jazztrompettist en componist.

## Biografie
Cohen groeide in Israël op in een muzikale familie, met zijn zus, saxofoniste Anat Cohen, en broer, saxofonist Yuval Cohen. Op zijn achtste jaar begon hij met trompetlessen. Op zijn tiende jaar begon hij te spelen in de Rimon Big Band, als tiener toerde Cohen met het Israëlisch Filharmonisch Orkest.
Hij studeerde aan het Berklee College of Music in Boston. Na zijn afstuderen won hij in 1997 een derde plaats in de Thelonious Monk Jazz Trumpet Competition. Cohen verhuisde naar New York, waar hij samen met Jason Lindner en bassist Omer Avital bij de Smalls Jazz Club zijn muziek verder ontwikkelde. Hij bracht zijn eerste album uit in 2003 bij Anzic Records, getiteld The Trumpet Player. Het album is zo genoemd om verwarring te voorkomen met de jazzbassist Avishai Cohen. Sindsdien heeft hij gewerkt met vele bekende jazzartiesten, als bandleider, co-leider en componist, waaronder muzikanten van de SFJAZZ Collective. Cohen heeft aangegeven sterk beïnvloed te zijn door Miles Davis. Hij is getrouwd en heeft twee kinderen.

## Discografie

### Als bandleider
- The Trumpet Player (Fresh Sound, 2003)
- After the Big Rain (Anzic, 2007)
- Flood (Anzic, 2008)
- Seven (Anzic, 2008) (digitale release)
- Introducing Triveni (Anzic, 2010)
- Triveni II (Anzic, 2012)
- Avishai Cohen's Triveni , Dark Nights (Anzic, 2014)
- Into the Silence (ECM, 2016)
- Cross My Palm With Silver (ECM, 2017)
- Playing the Room (2019)
- Big Vicious (2020)
- Naked Truth (2022)
- Ashes to Gold (2024)

### Third World Love
- Songs and Portraits (Anzic, 2012)
- Sketch of Tel Aviv (Self+Small's, 2006)
- Avanim (Self, 2004)
- New Blues (Anzic, 2003)
- Third World Love Songs (Fresh Sound, 2002)

### 3 Cohens
- Family (Anzic, 2011)
- Braid (Anzic, 2007)
- One (Self, 2003)
- "Tightrope" (Anzic, 2013)

### Omer Avital
- New Song (Motéma, 2014)
- Suite of the East (Anzic, 2012)
- Live at Smalls (SmallsLIVE, 2011)
- Free Forever (Smalls, 2011)
- Arrival (Fresh Sound, 2007)
- The Ancient Art of Giving (Smalls, 2006)
- Marlon Browden Project (Fresh Sound, 2003)

### Overige groepen
- SFJAZZ Collective Live 2010:7th Annual Concert Tour (SFJAZZ, 2010)
- Anat Cohen Noir (Anzic, 2006)
- Anat Cohen Place & Time (Anzic, 2005)
- Yuval Cohen Freedom (Anzic, 2006)
- The Jason Lindner Big Band Live at the Jazz Gallery (Anzic, 2007)
- Waverly 7 Yo! Bobby (Anzic, 2007)
- Keren Ann Keren Ann (EMI France, 2007)
- Keren Ann Nolita (Metro Blue/Blue Note, 2005 )
- Yosvany Terry Metamorphosis (EWE+Kindred Rhythm, 2006)
- Gregory Tardy Monuments (SteepleChase, 2011)
- Mark Turner Lathe of Haven (ECM, 2014)
- Shalom Hanoch - Erev Erev
- Asaf Amdurski - Menoim Shketim
- Assaf Amdurski - Harei At
- Daniel Freedman - Bamako By Bus
- Jason Lindner - Now Vs. Now
- Jason Lindner - Live at the Jazz Gallery
- Dafnis Prieto - Taking The Soul For a Wlak